# Sedżong
Sedżong (kor. 세종, [se.dʐoŋ]; Sejong) – miasto i specjalna jednostka administracyjna w środkowo-zachodniej Korei Południowej, które wg planów miało stać się siedzibą większości agencji rządowych. Niekiedy określane jako „administracyjna stolica kraju”.
W 2012 roku cała jednostka administracyjna liczyła ok. 120 tys. mieszkańców. Według założeń nowo powstające miasto ma docelowo liczyć ok. 500 tys. mieszkańców w 2030 roku. 
Jednostka administracyjna nosi oficjalnie nazwę Specjalne Miasto Autonomiczne Sedżong. Nazwa Sedżong została wzięta od imienia wywodzącego się z dynastii Joseon króla Korei – Sejonga (1397–1450).

## Sedżong jako stolica Korei Południowej
W 2003 roku Roh Moo-hyun, ówczesny prezydent, zaplanował przeniesienie stolicy Korei Południowej z Seulu do prowincji Chungcheong Południowy, w rejon dzisiejszego Sedżongu, w celu zrównoważenia rozwoju regionalnego i rozwiązania problemu przeludnienia obszaru metropolitalnego Seulu. 16 stycznia 2004 r. uchwalona została ustawa umożliwiająca zmianę stolicy. Została ona jednak zakwestionowana przez koreański sąd konstytucyjny, który orzekł, że do zmiany stolicy wymagana jest zmiana konstytucji. 

## Podział administracyjny
Sedżong jest podzielony na: jedno osiedle (Hansol-dong – miasto właściwe), jedno miasteczko (Jochiwon-eup – dawna siedziba administracyjna powiatu Yeongi) oraz dziewięć gmin (obszary wiejskie).
| Nazwa          | Hangul   | Hancha   | Mapa |
| -------------- | -------- | -------- | ---- |
| Hansol-dong    | 한솔동   | 扞率洞   |      |
| Jochiwon-eup   | 조치원읍 | 鳥致院邑 |      |
| Yeongi-myeon   | 연기면   | 燕岐面   |      |
| Geumnam-myeon  | 금남면   | 錦南面   |      |
| Janggun-myeon  | 장군면   | 將軍面   |      |
| Bugang-myeon   | 부강면   | 芙江面   |      |
| Yeonseo-myeon  | 연서면   | 燕西面   |      |
| Yeondong-myeon | 연동면   | 燕東面   |      |
| Jeonui-myeon   | 전의면   | 全義面   |      |
| Jeondong-myeon | 전동면   | 全東面   |      |
| Sojeong-myeon  | 소정면   | 小井面   |      |

W 2005 roku rząd południowokoreański podjął decyzję o utworzeniu w Chungcheongu Południowym specjalnej jednostki administracyjnej i wzniesieniu na jej obszarze miasta, do którego przeniesiona zostanie (docelowo do końca 2014 roku) znaczna część rządu i agencji rządowych (w tym urząd premiera i większość ministerstw). Prace budowlane rozpoczęto w połowie 2007 roku. W 2010 roku uchwalona została specustawa, która formalnie umożliwiła wydzielenie nowej jednostki administracyjnej i przeniesienie na jej obszar części rządu. Nową jednostkę administracyjną utworzono oficjalnie 1 lipca 2012 roku. W jej skład wszedł cały obszar dotychczasowego powiatu Yeongi (Chungcheong Południowy), część terenów należących do miasta Gongju (Chungcheong Południowy) oraz część powiatu Cheongwon (Chungcheong Północny).